# Arb-med
Arb-med – pozasądowy tryb rozstrzygania sporów, który obejmuje postępowanie dwuetapowe. Na pierwszym etapie odbywa się postępowanie arbitrażowe. Na drugim etapie odbywa się postępowanie mediacyjne. Treść wyroku wydanego przez arbitrów nie jest ujawniana stronom. Jeśli w wyniku mediacji strony zawrą ugodę, arb-med uważa się za zakończony. W przeciwnym razie dochodzi do ogłoszenia wyroku, jaki wcześniej w tajemnicy wydali arbitrzy.